# Nyköpings centralstation

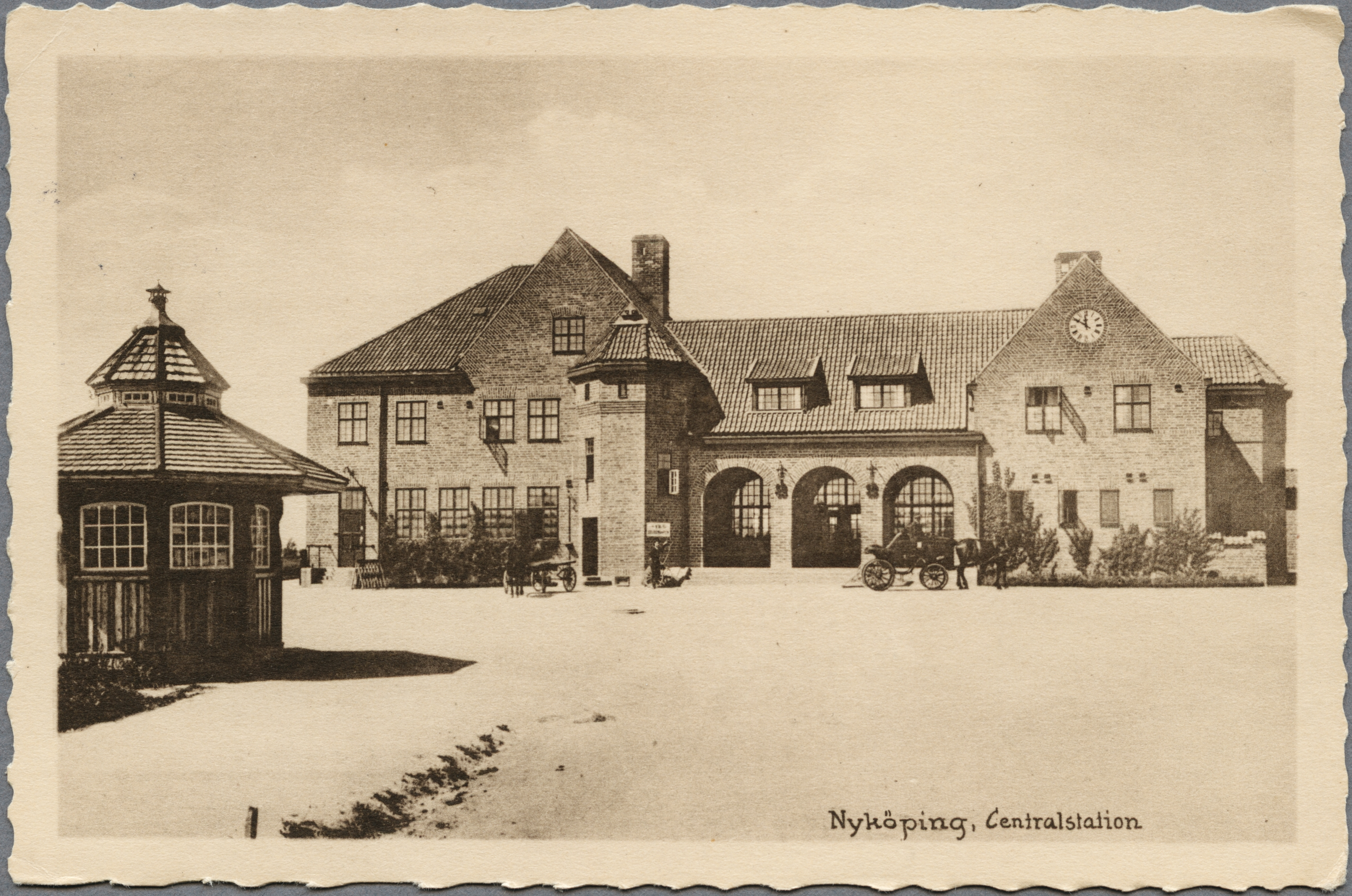
Nyköpings centralstation på vykort från 1916.

Nyköpings centralstation  är en järnvägsstation längs Nyköpingsbanan. Stationen togs i drift när tågtrafiken startade 1913, och var färdigställd 1915 då järnvägssträckan var klar. 1916 kompletterades centralstationen med Nyköping Östra, som revs 1968.
Stationsbyggnaden och godsmagasinen ritades av arkitekt Folke Zettervall. I samband med bygget av den nya stationen antogs även en ny stadsplan.

## Stationsområdet
1876 fick Nyköping sin första järnvägsförbindelse då första delen av järnvägslinjen Oxelösund–Flen–Västmanlands Järnväg till Eskilstuna invigdes. 1913 invigdes Södra stambanans första del mellan Järna och Nyköping. Då kallades stationen Nyköpings Södra. I samband med planeringen av den nya stambanan bestämde man att en ny station skulle byggas.
Vid den tiden var Folke Zettervall chefsarkitekt vid Statens Järnvägars arkitektkontor. Han fick ansvaret att rita centralstationens huvudbyggnad och godsmagasin.

### Arkitekturen
Resultatet blev den byggnad som än idag är bevarad. Betongsockeln skulle likna granit och fasaderna byggdes i rött tegel, ett material som passade till dåtidens moderna estetik. Fasaderna murades i 10 munkförband med springande kopp. Under övervåningens fönster avdelas fasaderna vågrätt. Gavelröstena är mönstermurade.
Fönstersnickerierna målades vitt medan man valde mörkt grönt till dörrarna. Taken på stationshuset avslutas harmoniskt synkroniserade med fasaderna. Mot järnvägen sträcker sig taket hela vägen till tunneln till stationsplattformen. Helheten med gångtunneln och loggian mot spårområdet är mycket sällsynt i Sverige.
Under senare år har en del ytterdörrar bytts ut till nyare, bland annat till lägenheternas båda trapphus. Fönstren har däremot till syntes kunnat bevaras. Järnvägsområdet är ett bra exempel på järnvägens expansion i Sverige under 1910-talet.

### Stationens övervåning
Stationens övervåning omfattar två bostadslägenheter som från början beboddes av stationsinspektoren. Lägenheten ligger rakt ovanför expeditionslokalerna i stationshusets södra del. Den sista stationsinspektoren flyttade ut 1972. Lägenheten nås via trapphuset intill ingången till väntsalen. Via trapphuset har stationsinspektoren ursprungligen haft direkt tillträde till järnvägens expedition. I mitten av 1920-talet tillkom en balkongdörr i samband med arbeten på den södra fasaden.
Lägenhetens rumsindelning är i princip intakt sedan uppförandet. I stort sett all fast inredning är bevarad, som till exempel golvsocklar, dörr- och fönstersnickerier och köksinredning. I de djupa fönsternischerna är även de ursprungliga gjutjärnsradiatorerna bevarade.

### Godsmagasinet
Folke Zettervall ritade även godsmagasinet i anslutningen till centralstationen. Ritningen färdigställdes den 22 maj 1912 och byggnationen påbörjades samma år. Magasinet var 20,5x9,5 meter stort och är byggt i stolpverksteknik.
Detta godsmagasin var placerat ca 85 meter öster om station byggnadens gångtunnel och närmare spårområdet än dagens godsmagasin. Godsmagasinet användes då för att lagra livsmedel som importerades till Nyköping.

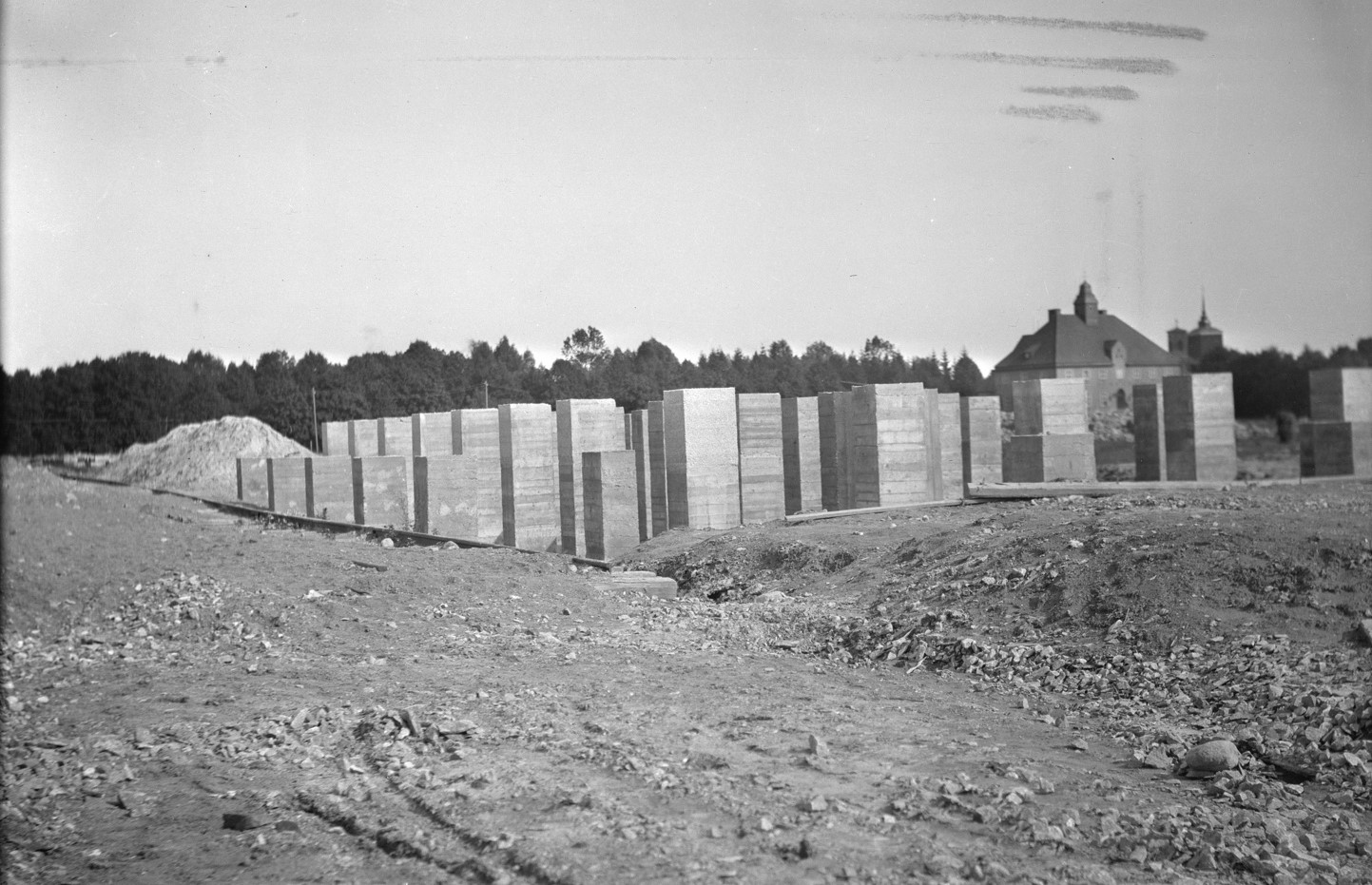
Byggstart på godsmagasinet vid Nyköpings stationshus 1912.

Vid magasinets nordvästra hörn finns ett varmrum med en värmekälla. Vid magasinets västra gavel är en lägre tillbyggnad ritad, för förvaring av brandspruta. Mot gatan, södra långsidan, är takutsprånget hela 2,4 meter för att ge skydd åt lastkajen. Mot banan täcks öppningarna av skjutbara rullportar.
Det andra godsmagasinet tillkom omkring 1918. Det första godsmagasinet flyttades omkring 1919 och byggdes ihop med den nyare delen där det också expeditionslokalerna fanns. På dess övervåningen fanns det bland annat övernattningsrum för sovvagnens tågvärd.
Storleken på godsmagasinet hade dock en direkt koppling till behovet och trafikmängden vid stationen, vilket i sin tur berodde på samhällets storlek, näringslivsverksamhet och strategiska plats.

## Bilder

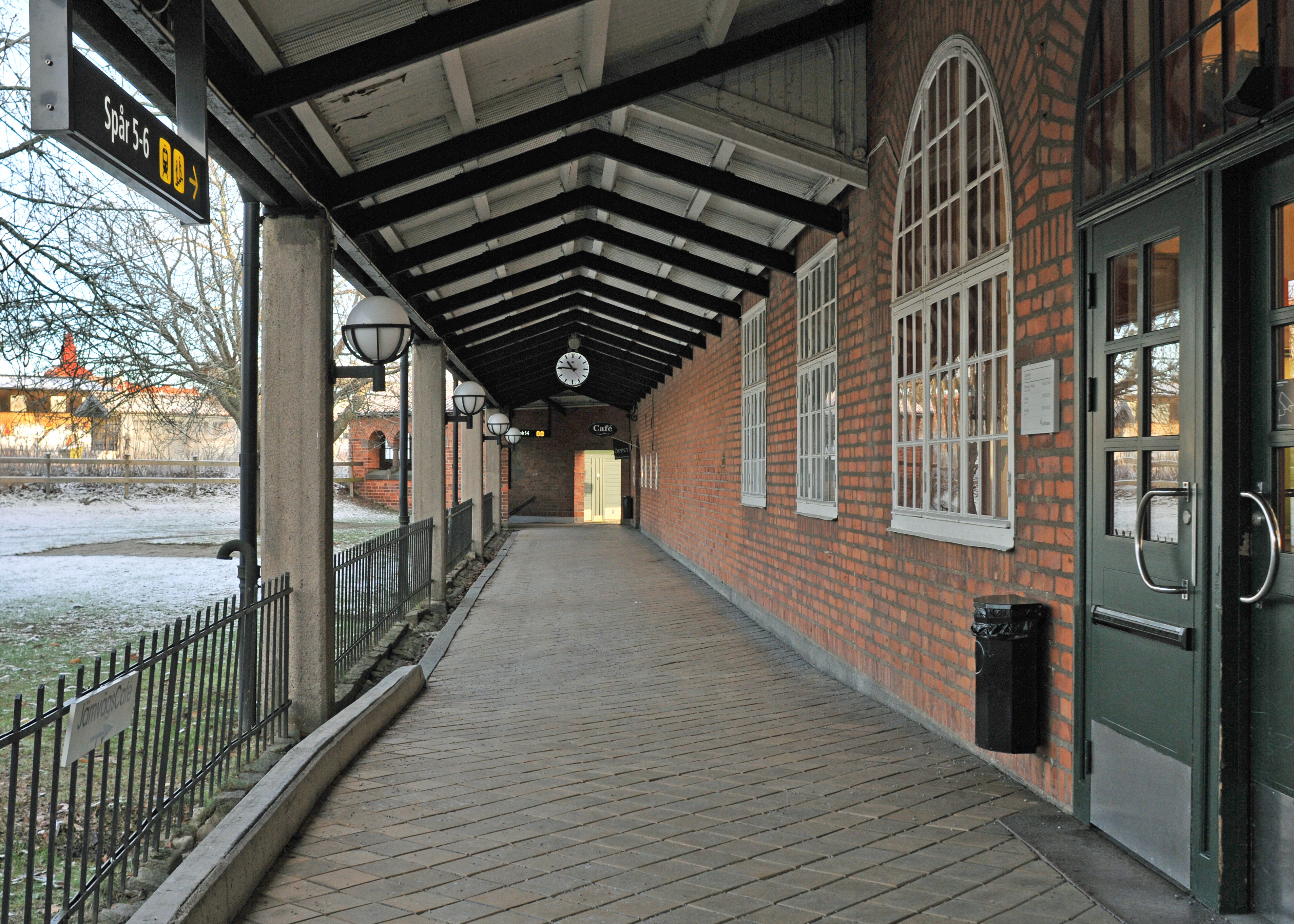
Loggian till perrongen.
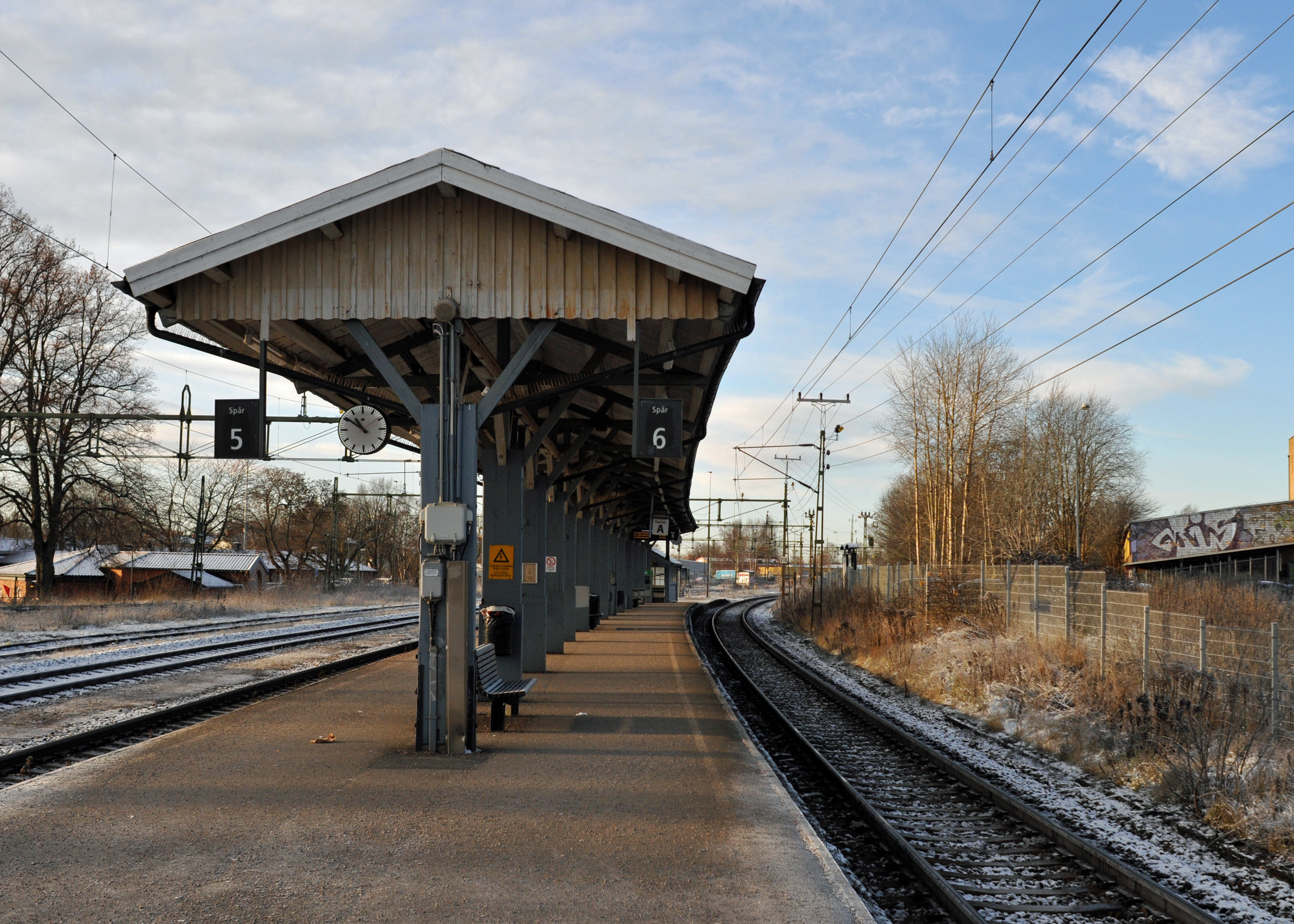
Perrongen.
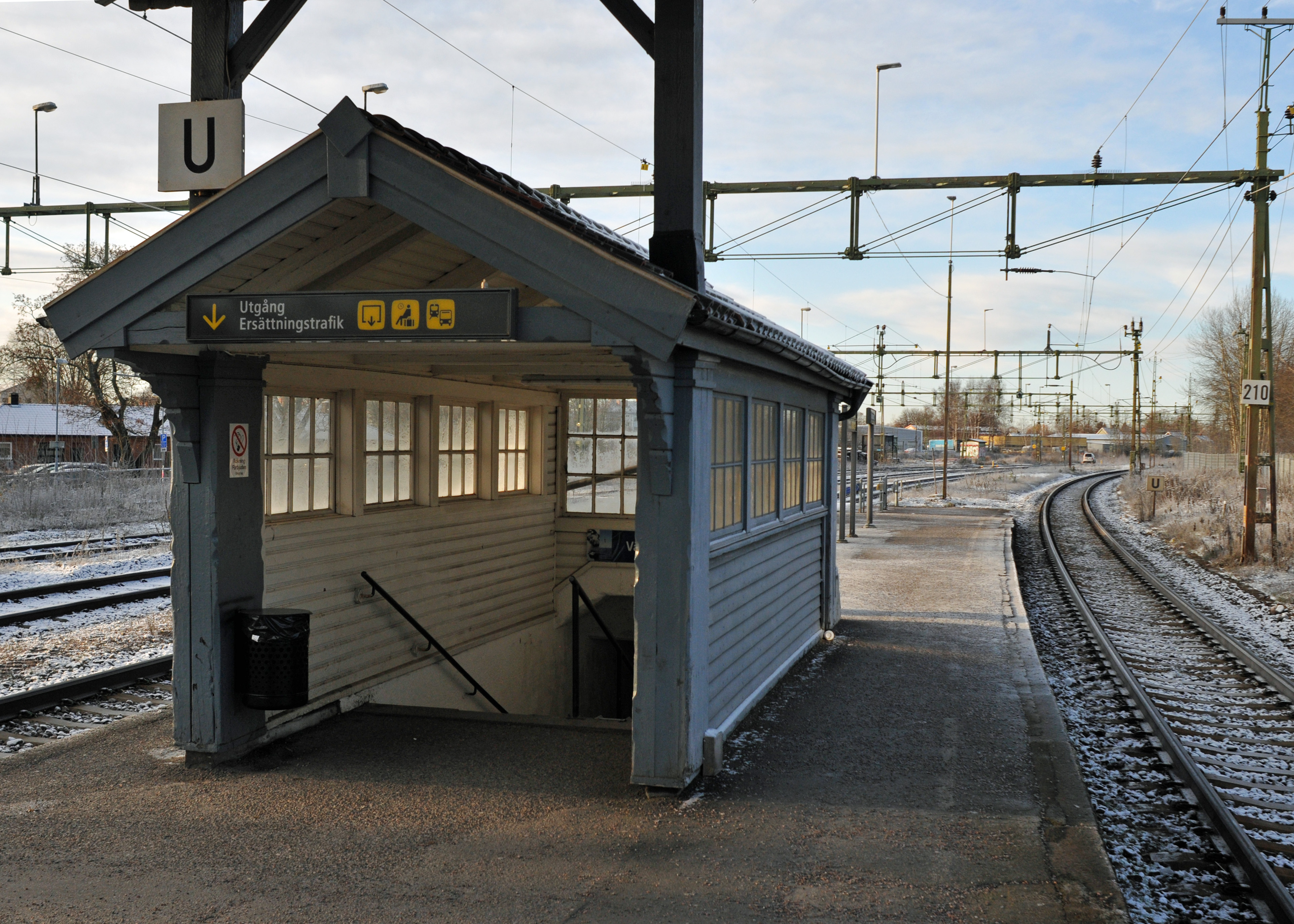
Uppgången till perrongen.
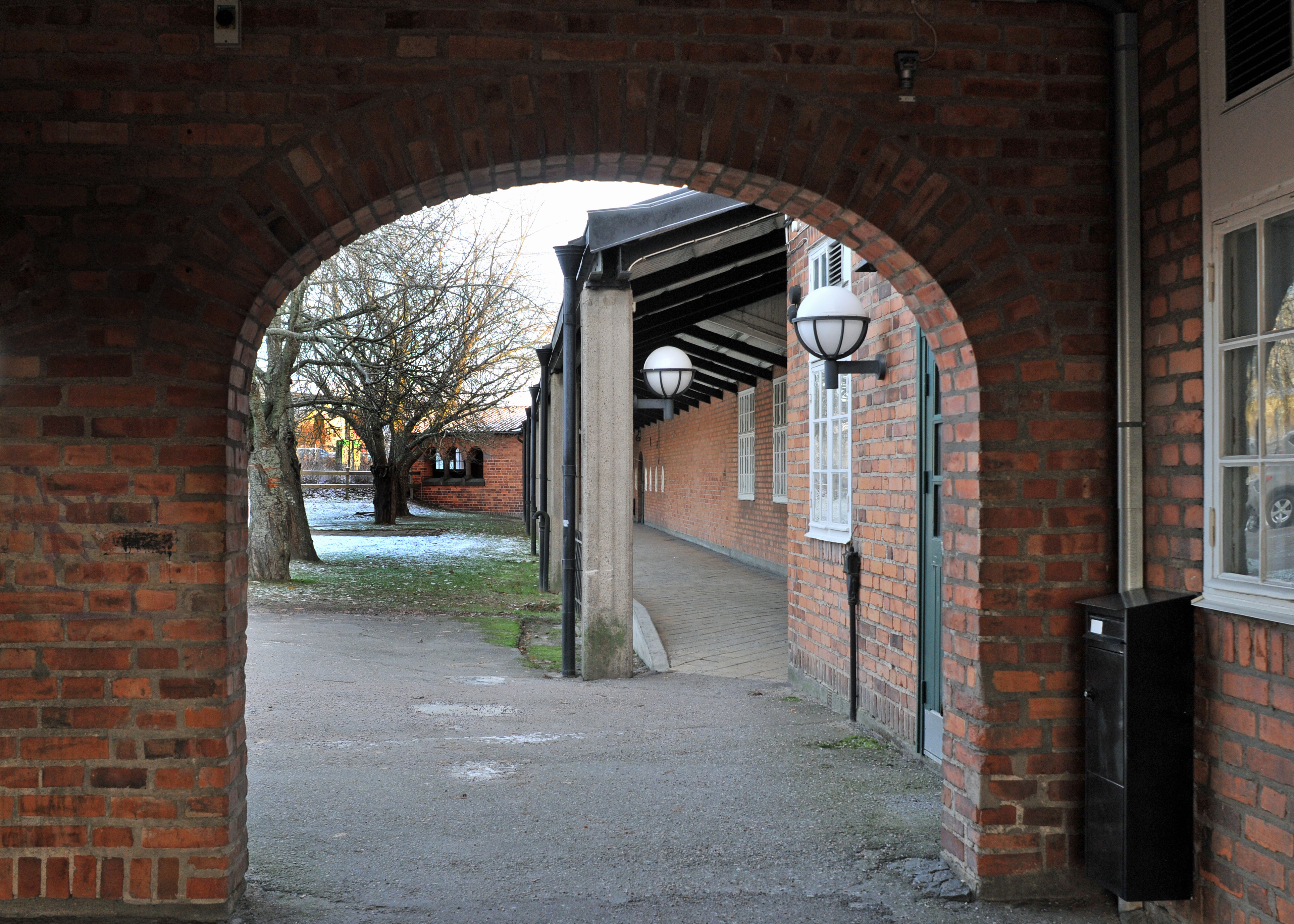
Vy mot loggian.
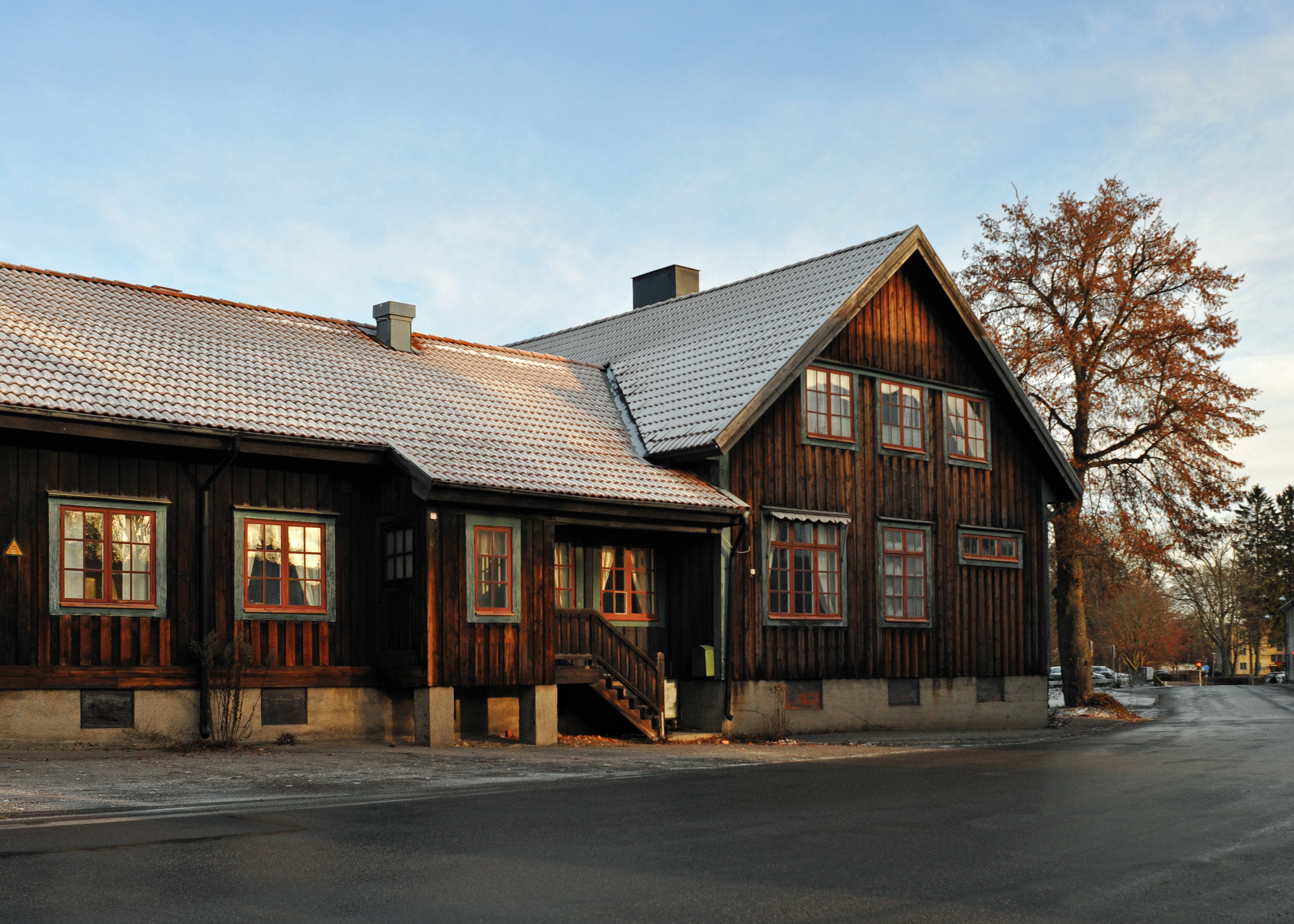
Godsmagasinet.